# Bistrice
Bistrice este un sat din municipiul Podgorica, Muntenegru. Conform datelor de la recensământul din 2003, localitatea are 345 de locuitori (la recensământul din 1991 erau 374 de locuitori).

## Demografie
În satul Bistrice locuiesc 258 de persoane adulte, iar vârsta medie a populației este de 38,8 de ani (38,8 la bărbați și 38,8 la femei). În localitate sunt 85 de gospodării, iar numărul mediu de membri în gospodărie este de 4,06.
|  |

| Demografie | Demografie | Demografie |
| An         | Locuitori  | Locuitori  |
| ---------- | ---------- | ---------- |
|            |            |            |
|            |            |            |
|            |            |            |
|            |            |            |
| 1948       | 304        |            |
| 1953       | 344        |            |
| 1961       | 347        |            |
| 1971       | 370        |            |
| 1981       | 372        |            |
| 1991       | 374        | 349        |
| 2003       | 378        | 345        |

| \| Componența etnică conform recensământului din 2003[2] \| Componența etnică conform recensământului din 2003[2] \| Componența etnică conform recensământului din 2003[2] \| Componența etnică conform recensământului din 2003[2] \| Componența etnică conform recensământului din 2003[2] \| \| ----------------------------------------------------- \| ----------------------------------------------------- \| ----------------------------------------------------- \| ----------------------------------------------------- \| ----------------------------------------------------- \| \| \| \| \| \| \| \| Muntenegreni \| Muntenegreni \| \| 263 \| 76,23% \| \| Sârbi \| Sârbi \| \| 67 \| 19,42% \| \| Croați \| Croați \| \| 1 \| 0,28% \| \| Macedoneni \| Macedoneni \| \| 1 \| 0,28% \| \| necunoscută \| necunoscută \| \| 1 \| 0,28% \| |              |  |     |        |
| Componența etnică conform recensământului din 2003 |              |  |     |        |
| |              |  |     |        |
| Muntenegreni | Muntenegreni |  | 263 | 76,23% |
| Sârbi | Sârbi        |  | 67  | 19,42% |
| Croați | Croați       |  | 1   | 0,28%  |
| Macedoneni | Macedoneni   |  | 1   | 0,28%  |
| necunoscută | necunoscută  |  | 1   | 0,28%  |